# Saint-Coulitz
Saint-Coulitz är en kommun i departementet Finistère i regionen Bretagne i västra Frankrike. Kommunen ligger i kantonen Châteaulin som tillhör arrondissementet Châteaulin. År 2022 hade Saint-Coulitz 471 invånare.

## Befolkningsutveckling
Antalet invånare i kommunen Saint-Coulitz
Referens:INSEE